# 船工帽

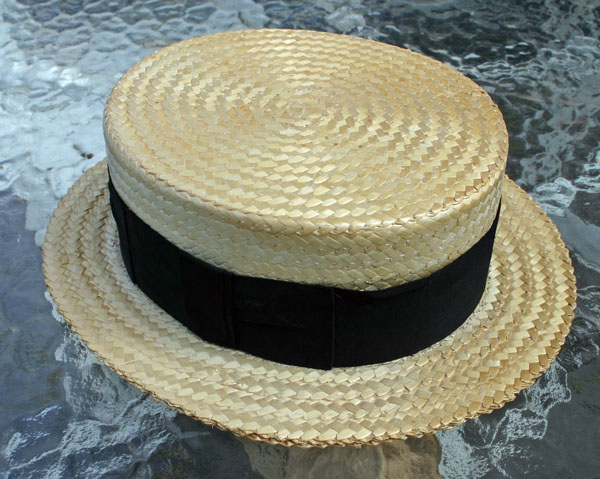
船工帽。

船工帽（Boater），又稱平頂草帽，是草帽的一種。船工帽最早是水兵和舵手使用的帽子。在美國的政治集會上，有時會分發一些廉價的塑膠製船工帽。現在在英國、澳洲、紐西蘭和南非的一些學校，船工帽仍然是學生制服的一部分。